# Si vous n'aimez pas ça, n'en dégoûtez pas les autres
Pour plus de détails, voir Fiche technique et Distribution.
Si vous n'aimez pas ça, n'en dégoûtez pas les autres est un film français de Raymond Lewin tourné en 1973 et sorti en 1978. On y retrouve quelques membres de la troupe du Splendid comme Thierry Lhermitte, Gérard Jugnot et Josiane Balasko ainsi que ceux du Café de la Gare comme Romain Bouteille. Les dialogues de cette comédie sont affichés au générique comme étant improvisés par les acteurs. Le tournage est réalisé à l'intérieur d'une salle de cinéma et met en scène l'entrée puis la réaction des spectateurs face à la projection de séquences pornographiques. Lors de sa sortie, le film est classé X et interdit aux moins de 18 ans.

## Synopsis
Des acteurs, mélange de la troupe du Café de la Gare et du Splendid, sont réunis dans une petite salle de cinéma. Ils regardent un film pornographique et on assiste à leurs réactions face à ces images.

## Fiche technique
- Titre original : Si vous n'aimez pas ça, n'en dégoûtez pas les autres ou J'aime tout ou Quand les radis poussent[1]
- Réalisation : Raymond Lewin
- Scénario : Katherine Fonmarty et Raymond Lewin
- Photographie : Jean-Paul Guillemard
- Montage : Boris Lewin
- Musique : Maurice Lecœur
- Format  : Tourné en couleur
- Pays d'origine :  France
- Société de production : Compagnie Française de Coproductions Internationales (COFCI)
- Genre : comédie
- Durée : 78 minutes
- Date de sortie : 
  - France - 31 mai 1978
- Interdit aux moins de 16 ans en France[2]

## Distribution
- Josiane Balasko : la spectatrice qui cherche sa tablette de pilules (créditée Josiane Balaskovic)
- Odile Barbier : une spectatrice
- Romain Bouteille : le spectateur "bon public"
- Sophie Chemineau : une spectatrice
- Jean-Michel Czyzyszyn : le spectateur à moustache admiratif (crédité J. Michel Czyzyszyn)
- Christine Dejoux : une spectatrice (créditée Christine Depoux)
- Pierre Doris : le spectateur qui s'est trompé de salle
- François Dyrek : un spectateur (crédité François Dyreck)
- Catherine Goetheluck : une spectatrice
- Gérard Jugnot : le spectateur scandalisé
- Martin Lamotte : un spectateur
- Gérard Lefèvre : un spectateur
- Thierry Lhermitte : un spectateur
- Philippe Manesse : un spectateur
- Patrice Minet : un spectateur
- Michel Puterflam : un spectateur
- Jacky Sigaux : un spectateur (crédité Jacques Sigaux)
- Sotha : un spectatrice (crédité Catherine Sigaux)
- Perrette Souplex : la spectatrice au chapeau
- Christian Spillemaecker : le spectateur qui confond son sac avec celui du spectateur voisin (crédité Christian Spillmacker)
- Pamela Stanford : une interprète du film projeté
- Roger Trapp : un interprète du film projeté
- Valasko : un spectateur

## Autour du film
- Tourné en  1973, le film est sorti en 1978, quelques mois avant Les Bronzés, les producteurs voulant profiter de la notoriété naissante des trois acteurs du Splendid[3].
- Compte tenu des inserts pornographiques qu'il contient[4], Josiane Balasko, Gérard Jugnot et Thierry Lhermitte, ont essayé, sans succès, de faire bloquer la sortie du film en cassettes vidéo[5].
- Les dialogues du film sont improvisés.